# Stade Ioubileïny
Le stade Ioubileïny (en ukrainien : Стадіон Ювілейний) est un stade de football situé à Soumy dans l'oblast de Soumy en Ukraine. Il est utilisé par le FK Soumy et peut accueillir 25 830 personnes.

## Événements
- Supercoupe d'Ukraine de football, 11 juillet 2009